# Bitsaparken

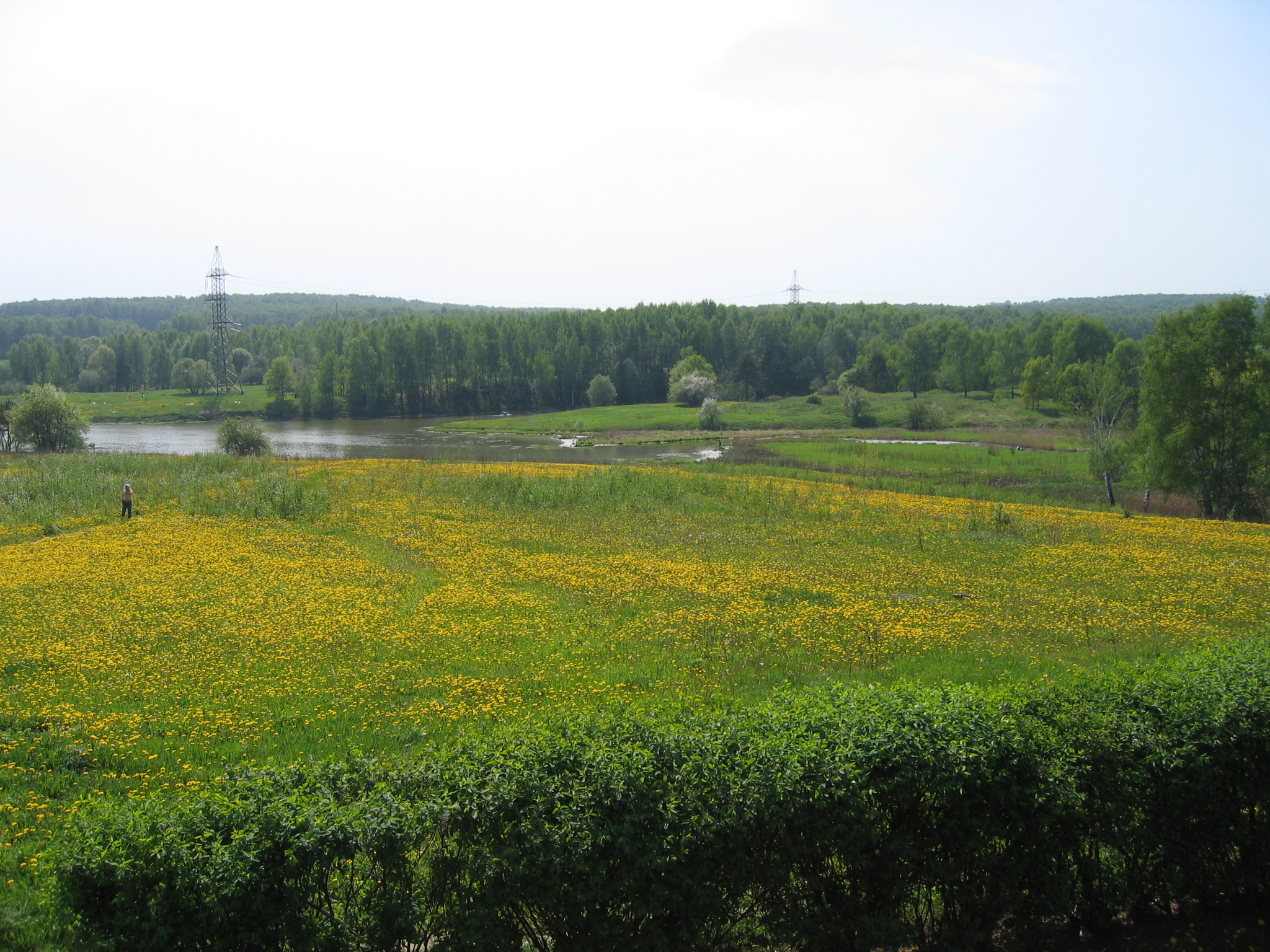
Bitsaparken.

Bitsaparken (ryska: Битцевский парк, Bittsevskij park) är en av de största skogsparkerna i Moskva. Parkens storlek är cirka 18 km² och det finns över 500 olika sorters växter där. I parken begick seriemördaren Alexander Pitjusjkin 61 mord.